# Konsulat Generalny Republiki Federalnej Niemiec w Gdańsku
Konsulat Generalny Republiki Federalnej Niemiec w Gdańsku (również Konsulat Generalny Niemiec w Gdańsku, niem. Generalkonsulat der Bundesrepublik Deutschland in Danzig) – niemiecka placówka konsularna z siedzibą przy al. Zwycięstwa 23 w Gdańsku.

## Historia

### Wolne Miasto Gdańsk
Od 1920 r. do wybuchu II wojny światowej w Wolnym Mieście Gdańsku funkcjonowało przedstawicielstwo konsularne Rzeszy Niemieckiej.
Kierownictwo
- 1920-1921 – Hans Liedke, kier. Biura Paszportowego (Passtelle)
- 1921-1923 – Lothar Foerster, konsul generalny
- 1923-1925 – Herbert von Dirksen, konsul generalny
- 1925-1933 – Edmund Freiherr von Thermann, kier. urzędu/konsul generalny
- 1933-1936 – Otto von Radowitz, konsul generalny
- 1936-1938 – Erich von Luckwald, konsul generalny
- 1938-1939 – Martin von Janson, konsul generalny/kierownik Biura (Dienstelle)

### Niemiecka Republika Demokratyczna
W 1962 r. władze NRD powołały w Gdańsku konsulat generalny.
Kierownictwo
- Werner Staake(1962–1965)
- Hermann Ackermann (1965–1972)
- Heinz Fischer (1972–1976)
- Paul Kern (1976–1981)
- Wolfgang Heberstreit (1981–1984)
- Gerhard Kaiser (1984–1990)

## Republika Federalna Niemiec
Po zjednoczeniu Niemiec placówka stała się w 1990 r. konsulatem generalnym RFN.
Kierownictwo
- Dr. Nelly Marianne Wannow (1990–1992)
- Dorothee Boden (1992–1999)
- Roland Fournes (1999–2001)
- Dr. Detlof von Berg (2002–2005)
- Ute Minke-Koenig (2005–2008)
- Joachim Bleicker (2008–2011)
- Annette Klein (2011–2014)
- Cornelia Pieper (od 2014)